# Mannina hagnoleuca
Mannina hagnoleuca är en fjärilsart som beskrevs av Dyar 1916. Mannina hagnoleuca ingår i släktet Mannina och familjen björnspinnare. Inga underarter finns listade i Catalogue of Life.